# Fiere di Modugno
Lo sviluppo del centro abitato di Modugno è strettamente connesso con le fiere che si sono susseguite nella storia. Si ha notizia molto antica di mercati nella cittadina modugnese. Tuttavia, non sappiamo con certezza la data della loro creazione. Dobbiamo avvalerci di fonti indirette: in un documento in cui, il 19 ottobre 1399, re Ladislao I d'Angiò concedeva al vicino paese di Bitonto il privilegio di creare un mercato domenicale, imponeva ai Bitontini di non porsi in concorrenza con il mercato del vicino, in quanto esisteva già da tempo.

## Nascita e sviluppo del mercato domenicale modugnese nel Medioevo
Con la caduta dell'Impero romano d'Occidente si ebbero in tutta Italia una serie di sconvolgimenti politici, militari ed economici. I traffici commerciali si fecero più rari, ma non svanirono del tutto, concentrandosi soprattutto sulle grandi direttrici tracciate all'epoca dell'Impero. Modugno, trovandosi sulla via Traiana, fu uno di quei luoghi di transito dei mercanti. In occasioni speciali, come le ricorrenze religiose, i mercanti si riunivano nel paese per periodi di tempo che potevano durare da tre a cinquanta giorno, dando vita ai grandi mercati che presero il nome di fiere.
I mercanti del medioevo, dovevano sfidare diversi pericoli nel loro mestiere: dal percorrere vie di comunicazione in abbandono, alle rapine dei briganti, ai soprusi dei signori locali che imponevano ogni sorta di tasse. La Chiesa modugnese dovette intervenire in protezione di questi mercanti favorendo l'istituzione di un mercato domenicale nella piazza principale del paese (Piazza del Popolo) davanti al sagrato della chiesa di Maria Santissima Annunziata.
Allo scopo di mantenere l'ordine pubblico, controllare la correttezza dei rapporti commerciale e lo sviluppo del mercato venne istituita un'apposita magistratura: il mastromercato.
I principi e i re, ben conoscendo i vantaggi di un commercio fiorente, presero per sé il diritto di concedere l'istituzione di mercati e fiere, e quello di concedere privilegi ed esenzioni o riduzioni dei dazi. Da molto tempo il mercato di Modugno godeva di esenzione dei dazi di dogana. Questo diritto venne confermato nel 1463 dal re Ferdinando I d’Aragona. Anche il Luogotenente e Protonotaro di Ferdinando I, il Conte Gaetano d'Aragona, confermò a Bari il 27 ottobre 1464 il privilegio che "gli uomini della terra di Modugno siano franchi da ogni gabella, imposizioni et altri pagamenti tanto nel comprare quanto nel vendere in ogni città, luogo e castello del Regno in una giornata da essa Università di Modugno".
Con l'intento di favorire lo sviluppo del mercato neanche l'Università modugnese imponeva gabelle comunali. Questa esenzione rimase fino a tempi relativamente recenti e venne riconfermata anche nel 1792 quando venne ribadita l'esenzione da dazi “per effetto ed osservanza dell'antico solito del pubblico mercato”.

## Il percorso dei mercanti nella Puglia del XV secolo
Un mercante che, nel periodo intorno all'11 aprile avesse preso parte alla fiera bitontina di S. Leo, avrebbe potuto decidere di proseguire il proprio viaggio che andava di fiera in fiera, verso il nord, verso l'interno della regione, oppure seguendo la costa adriatica e il suo immediato entroterra, sarebbe giunto a Modugno nel periodo in cui c'era la fiera di “San Pietro Martire”. Questa fiera si svolgeva nel terreno del convento dei Domenicani, fondato nel 1451. I mercanti avrebbero poi proseguito il loro percorso per le fiere di Mola, Polignano, Putignano, Conversano, Brindisi, Lecce, per poi risalire verso nord ed arrivare a Bari per la grande fiera di maggio.
Anche nel periodo di agosto-settembre in Terra di Bari c'erano molte fiere che attiravano nei diversi centri i mercanti.

## Fiera di San Pietro Martire
La Fiera di San Pietro Martire, primo Patrono del paese, è in assoluto la fiera più antica di Modugno. Si svolgeva davanti al Convento dei Domenicani.
Fu concessa con Regio diploma del Re di Napoli Federico d'Aragona nel 1498 ai frati predicatori mendicanti del Monastero di San Pietro Martire di Modugno. In seguito fu confermata dai Re Cattolici di Spagna in Atella(PZ) tramite il Gran Capitano Spagnolo Consalvo di Cordova il 24 aprile 1502 e nuovamente confermata con Regio diploma del Re di Francia Luigi XII in Bitonto nell'ottobre dello stesso anno. La fiera si svolgeva davanti allo spazio del Convento Domenicano il 24 aprile di ogni anno e aveva la durata di otto giorni consecutivi con tutte le esenzioni di dazi e gabelle di tutte le altre fiere del regno.
Il mastromercato o maestro della fiera regolava le dispute degli scambi e aveva la giurisdizione criminale relativa al solo periodo della fiera. Per tale periodo venivano innalzate le insegne e i vessilli del Re, del Feudatario e dell'Università di Modugno. Le due conferme si resero necessarie per una disputa nata con la città di Bari per la concomitanza delle fiere.
Si riporta di seguito un piccolo passo originale in latino del testo di quest'ultimo Diploma che comunque riassume il contenuto degli altri.
Dalla lettura del testo completa si evincono notizie importantissime riguardo dove, come e quando si svolgeva la Fiera di Modugno nel XV e XVI sec. e della disputa che avvenne con la città di Bari per la concomitanza delle fiere. La Fiera si svolgeva davanti allo spazio del Convento Domenicano di San Pietro Martire in via Bari il giorno 24 aprile di ogni anno e aveva la durata di otto giorni consecutivi con tutte le esenzioni e le franchigie delle altre fiere del Regno. Per tutta la durata della fiera venivano innalzate le insegne e i vessilli del Re, del Feudatario e del città. La fiera si apriva con un colpo di cannone al mattino e si chiudeva la sera con un altro colpo di cannone. Il Mastromercato o Maestro della fiera aveva anche la giurisdizione criminale e risolveva le dispute riguardanti la scambio delle merci. Questi saliva su un alto podio la mattina e scendeva la sera. Le due Conferme si resero necessarie per una disputa nata con la città di Bari per la concomitanza della Fiera di Bari che iniziava il 28 aprile e ciò aveva creato pregiudizio per la fiera di Modugno. Ma i frati modugnesi, avendo saputo che in terra di Atella(PZ) soggiornava il Gran Capitano Spagnolo Consalvo di Cordova il quale a breve avrebbe incontrato il francese Duca di Nemours, pensarono bene di recarsi ivi e di ottenere la conferma della Fiera per il 24 aprile 1502. Poiché tale conferma probabilmente non fu sufficiente per risolvere la lite con la città di Bari, nell'ottobre dello stesso anno 1502 chiesero altra conferma in Bitonto (BA) al Re di Francia e Duca di Milano Luigi XII tramite il Regio protonotaro Cancellario, conferma che ottennero.

## Ricchezza derivante dal commercio: propellente per l'evoluzione demografica ed architettonica
Tra il XV e il XVI secolo si nota un forte incremento demografico nelle località della Terra di Bari: la popolazione di Modugno passa dai 797 fuochi (nuclei familiari) del censimento focatico del 1535 ai 1405 del 1595. Questo aumento può essere giustificato con la ricerca di sicurezza dei contadini che si trasferivano all'interno delle mura e con la maggiore ricchezza dei centri urbani. Bari, Trani, Barletta e Bitonto erano già da tempo piazze commerciali dove arrivavano mercanti veneziani, genovesi, lombardi e fiorentini. Essi esportavano grano, mandorle e olio facendone lievitare il prezzo a tutto vantaggio dei grandi proprietari terrieri. Ciò portava grandi vantaggi anche ai proprietari fondiari di Modugno, che vantava un gran numero di oliveti e mandorleti.
La ricchezza che derivava dal commercio dell'olio era tale che i sovrani aragonesi se ne arrogarono il monopolio.
Nel 1465, la Terra di Bari venne definita dall'ambasciatore del duca di Milano “Terra grassa, grossa ed importante, ma quasi de nulla entrata”. Riferendosi sia alla ricchezza dei prodotti della terra, sia alle franchigie e ai privilegi di cui godeva.
Sotto il governo degli Sforza, nel Ducato di Bari, Modugno e Palo, soprattutto i mercanti lombardi godono di notevoli privilegi. Essi importano pannilani bergamaschi o veronesi, oro filato e argenterie, esportando olio e prodotti della terra. Il XVI secolo è il periodo di maggiore prosperità per il commercio modugnese, nonostante il periodico presentarsi di pestilenze.
Questa ricchezza crea un nuovo ceto sociale, formato principalmente da famiglie non originarie di Modugno, arricchitosi con i servigi resi agli Aragona e agli Sforza, col commercio e con lo sfruttamento delle terre cella Chiesa. La mentalità di questa nuova classe sociale è ben rappresentata dall'urbanistica di quest'epoca. I palazzi che le grandi famiglie di Modugno costruiscono in quest'epoca, volgono le spalle al borgo e si affacciano sulla nuova piazza dove viene costruito il Sedile e la chiesa di S. Maria del Suffragio, sede della Confraternita dei Nobili.
Nello stesso periodo, nell'antica piazza sorgono diversi nuovi palazzi che ne riducono notevolmente le dimensioni.

## Decadenza delle fiere e nuove tasse
Nei secoli XVII e XVIII si verificò una decadenza delle fiere in tutto il Regno di Napoli, sia a causa della crescente insicurezza delle vie di comunicazione, sia per l'aumento delle tassazioni imposte dal governo spagnolo.
Anche la Chiesa ebbe una parte importante in questo impoverimento del commercio impedendo, sotto pena della scomunica, la realizzazione del tradizionale mercato domenicale.
A ciò si aggiunse, nei primi anni del Seicento, la creazione della Dogana di Bari. Essa arrivò ad imprigionare dei commercianti che, provenienti dalla fiera di Modugno, si rifiutavano di pagare i dazi sui beni acquistatati. In quell'occasione l'Università di Modugno protestò presso il Viceré vedendosi riconosciuto il proprio diritto di esenzione dai dazi. Era il 1619. Solo tre anni dopo la dogana negando l'esistenza di tale privilegio: il Tribunale di Trani aprì le udienze dove Modugno portò 150 testimoni a proprio favore: mercanti di ogni luogo (anche di Salerno, Torino e Nizza) che affermavano l'esistenza di tale privilegio che il tribunale non poté altro che riconoscere a propria volta.

## La Fiera del Crocifisso
Nella prima metà del XVI secolo, sotto il Ducato di Bona Sforza, alla quale viene attribuito il merito di aver dato un forte impulso al miglioramento economico della cittadina di Modugno, fu dalla stessa concessa la creazione di un pubblico mercato da tenersi per otto giorni nel mese di novembre di ogni anno (la futura Fiera del Crocifisso) ed i cui proventi andavano in parte a favore della chiesa di Sant'Eligio (ora chiesa di San Giuseppe delle Monacelle). 
Il 13 novembre del 1622 la caduta di un fulmine sulla chiesa di Maria Santissima Annunziata provocò la morte di diversi sacerdoti e bruciò l'asta della croce, lasciando però intatto il Cristo: l'evento fu considerato miracoloso. Per celebrare questo evento fu istituita la Fiera del Crocifisso, che durava otto giorni tra la seconda e la terza domenica di novembre. Alla Fiera si accompagnava una celebrazione religiosa di analoga durata. A partire dal 1656 la Fiera acquisì una forte importanza per la popolazione in quanto quell'anno Modugno fu colpito dalla peste, ma la pandemia si avviò al termine proprio nei primi giorni di novembre, poco prima dell'inizio della Fiera del Crocifisso., anche se solo il 15 febbraio 1657 fu il “Primo giorno di salute” di Modugno. 
Nei primi anni del Settecento, con la sostituzione, nel Regno di Napoli del dominio austriaco al Vicereame spagnolo, l'imperatore d'Austria Carlo VI, per intercessione del modugnese Conte Rocco Stella, confermò la Fiera. Nel 1792 venne estesa anche alla Fiera del Crocifisso l'esenzione dei dazi che era tradizionalmente concessa al mercato domenicale.
Nella breve parentesi Napoleonica dei primi anni dell'Ottocento, il nuovo re di Napoli Gioacchino Murat, allo scopo di incrementare la prosperità delle terre del Sud Italia, concesse ai comuni di realizzare nuove fiere. Alle tradizionali Fiere del Crocifisso e di S. Pietro Martire e del mercato domenicale, si aggiunsero altre tre fiere: una il X marzo, una in occasione della festa di San Rocco dal 16 al 23 agosto, e un'altra per la festa di San Nicola da Tolentino dal 10 al 17 settembre e, con il trascorrere del tempo, i settori merceologici oggetto della Fiera del Crocifisso si sono moltiplicati, aggiungendo agli iniziali prodotti agricoli ed animali anche articoli dell'artigianato locale agricolo e tessile, antiquariato, piante e prodotti alimentari in genere. 

La tradizionale Fiera del Crocifisso continua ancora oggi ad essere celebrata annualmente nel consueto periodo. 

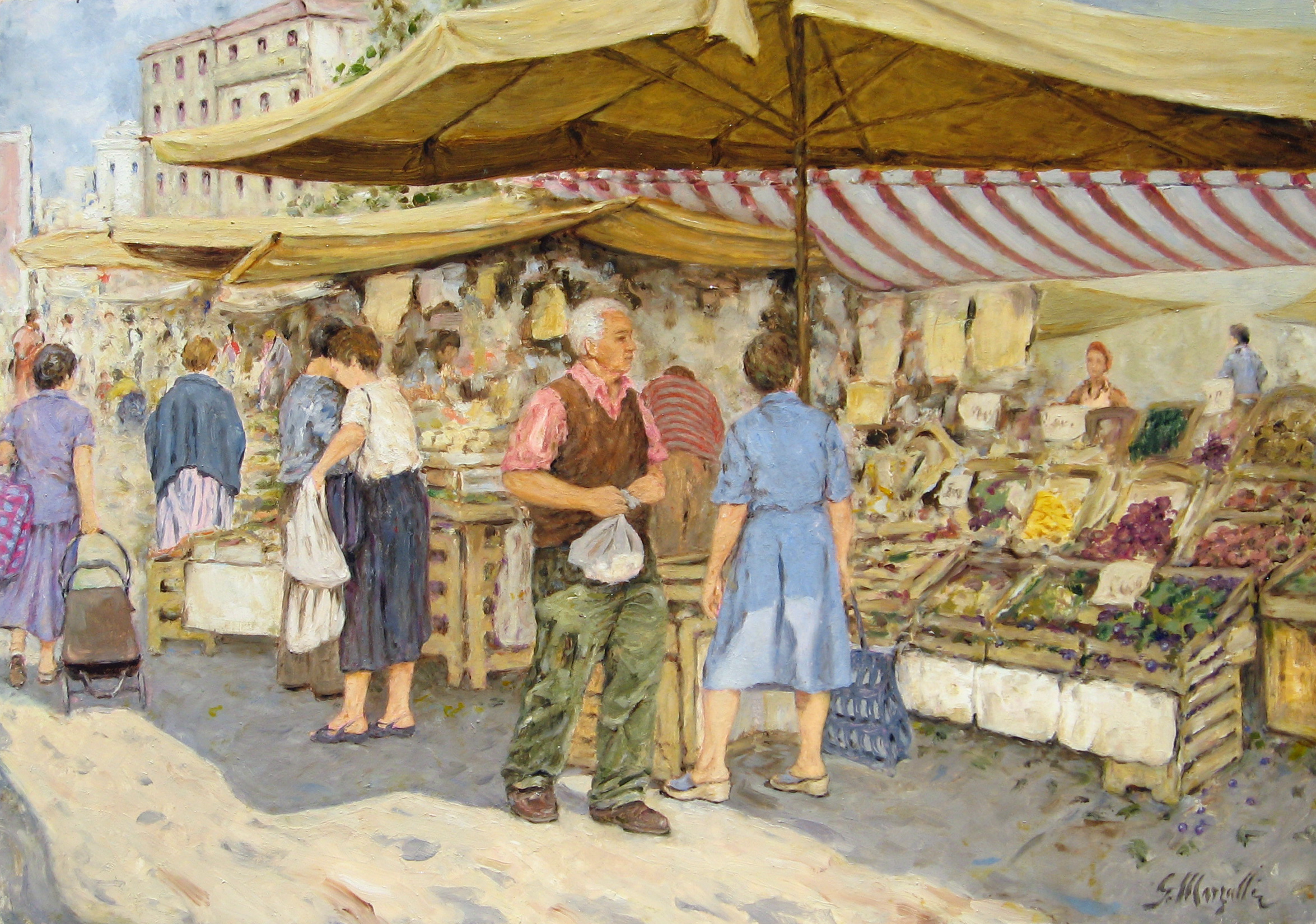
Fiera del Crocifisso edizione 2017

.